# Coppa Bernocchi 2023
104. ročník jednodenního cyklistického závodu Coppa Bernocchi (oficiálně Coppa Bernocchi – GP Banco BPM) se konal 2. října 2023 v italském městě Legnano a okolí. Vítězem se stal Belgičan Wout van Aert z týmu Team Jumbo–Visma. Na druhém a třetím místě se umístili Italové Vincenzo Albanese (Eolo–Kometa) a Andrea Bagioli (Soudal–Quick-Step). Závod byl součástí UCI ProSeries 2023 na úrovni 1.Pro.

## Týmy
Závodu se zúčastnilo 13 z 18 UCI WorldTeamů, 8 UCI ProTeamů a 3 UCI Continental týmy. Každý tým přijel na start se sedmi závodníky kromě týmů Q36.5 Pro Cycling Team a Team Corratec–Selle Italia s šesti jezdci, na start se tak postavilo 166 jezdců. Do cíle v Legnanu dojelo 79 z nich.
UCI WorldTeamy
- AG2R Citroën Team
- Alpecin–Deceuninck
- Astana Qazaqstan Team
- Bora–Hansgrohe
- Cofidis
- Groupama–FDJ
- Intermarché–Circus–Wanty
- Lidl–Trek
- Movistar Team
- Soudal–Quick-Step
- Team Jayco–AlUla
- Team Jumbo–Visma
- UAE Team Emirates

UCI ProTeamy
- Bingoal WB
- Eolo–Kometa
- Green Project–Bardiani–CSF–Faizanè
- Israel–Premier Tech
- Lotto–Dstny
- Q36.5 Pro Cycling Team
- Team Corratec–Selle Italia
- Team TotalEnergies

UCI Continental týmy
- Beltrami TSA–Tre Colli
- Biesse–Carrera
- GW Shimano–Sidermec

## Výsledky
| Pořadí | Jezdec                   | Tým                   | Čas        |
| ------ | ------------------------ | --------------------- | ---------- |
| 1      | Wout van Aert (BEL)      | Team Jumbo–Visma      | 4h 09' 52" |
| 2      | Vincenzo Albanese (ITA)  | Eolo–Kometa           | + 0"       |
| 3      | Andrea Bagioli (ITA)     | Soudal–Quick-Step     | + 0"       |
| 4      | Marc Hirschi (SUI)       | UAE Team Emirates     | + 0"       |
| 5      | Fausto Masnada (ITA)     | Soudal–Quick-Step     | + 0"       |
| 6      | Tiesj Benoot (BEL)       | Team Jumbo–Visma      | + 2"       |
| 7      | Christian Scaroni (ITA)  | Astana Qazaqstan Team | + 5"       |
| 8      | Julian Alaphilippe (FRA) | Soudal–Quick-Step     | + 11"      |
| 9      | Jan Tratnik (SLO)        | Team Jumbo–Visma      | + 14"      |
| 10     | Jon Izagirre (ESP)       | Cofidis               | + 1' 30"   |